# Vega (Norge)
|  | Sammenskrivningsforslag Artiklerne Vegaøerne, Vega (Norge) er foreslået sammenskrevet. (Siden marts 2017) Diskutér forslaget |

65°40′35″N 11°57′46″Ø / 65.67639°N 11.96278°Ø
 For alternative betydninger, se Vega. (Se også artikler, som begynder med Vega)
Vega er en ø og en økommune på Helgeland i Nordland. Kommunen grænser til nabokommunerne Brønnøy, Vevelstad og Alstahaug. De 6.500 øer, holme og skær i kommunen står på UNESCOs liste over verdensarven. Vega kommune har et samarbejde med en anden verdensarvkommune, Neringa kommune på Den kuriske landtange i Litauen.

## Geografi
Foruden hovedøen Vega, har også øerne Ylvingen og Omnøy fastboende. Andre øer er  Lånan og Skogsholmen. Sydsiden af øen Vega domineres af de omkring 700 meter høje Vegtindan mens nordsiden domineres af moselandskab. Øerne Hysvær og Søla indgår i Hysvær/Søla landskabsværnsområde. Et andet beskyttet område, Eidemsliene naturreservat blev foreslået fredet allerede i 1911.
Indenfor verdensarvområdet ligger fire beskyttelsesområder som samlet set har international værdi:
- Lånan/Skjærvær naturreservat
- Lånan, Flovær og Skjærvær fuglefredningsområde
- Hysvær/Søla landskabsværnområde med dyrelivsfredning
- Muddværet fuglefredningsområde

Indenfor verdensarvområdet på Vega findes derudover tre naturreservater; Eidemsliene, Holandsosen og Kjellerhaugvatnet.

## Erhvervsliv
De vigtigste erhverv i kommune er landbrug, fiskeri og lokale tjenesteydelser. Der findes også en del fiskeforædling i kommunen.

## Historie
De ældste bosætninger på Vega er dateret til stenalderen, 10.000 år tilbage i tid. Dette er den aller tidligste påviste bosættelse i Nord-Norge. Antagelig var det de fiskerige lavvandede områder rundt om øen som gjorde at folk bosatte sig. Dronning Sonja foretog den officielle åbning af Vega som UNESCO verdensarvområde ved en ceremoni i Hysværøyan den 20. april 2005.

## Kultur
Museet E-huset ligger i en gammel handelsbrygge i fiskerihavnen på Nes, nord på Vega. Museetdokumenterer traditionen med edderfuglene som husdyr. Museet har også en udstilling af fotografier fra Vegaøerne.
Kommunen er deltager i Skulpturlandskap Nordland med skulpturen «En ny samtale» af den finske kunstner Kain Tapper.